# Massacre de Lieyu
 (février 2017).
Le contenu est difficilement compréhensible vu les erreurs de traduction, qui sont peut-être dues à l'utilisation d'un logiciel de traduction automatique.
Le massacre de Lieyu (alias : Massacre de Donggang, l'incident de Donggang, l'incident du 7 mars ; en chinois traditionnel : 東崗慘案, 東崗事件, 三七事件) a eu lieu du 7 au 8 mars 1987, dans la baie de Donggang sur l'île de Lieyu, comté de Kinmen, dans la province du Fujian, République de Chine (Taïwan).
19 réfugiés vietnamiens, sans armes, débarquant sur la plage, sont tués par l'armée taïwanaise, selon le « Journal du chef d'État-Major des armées (1981-1989) » par le général Hau Pei-tsun. Le sergent gardant le lieu a cependant témoigné avoir compté plus de 19 cadavres.

## Contexte
Cet incident survient peu après qu'un couple d'amoureux chinois recherchant l'asile politique a rejoint à la nage depuis le continent, de l'île de Dadan (大膽島), un îlot à côté des îles de Jinmen et Lieyu, toutes considérées à l'époque comme zones de guerre et régies par la loi martiale de la République de Chine (Taïwan). Le commandant major-général de la division 158 les a reçus et les a escortés à l'autorité supérieure, le Kinmen Défense Command (金防部). Le commandement a immédiatement limogé le commandant major-général pour violation de l'ordre exprès stipulant de « N'accepter aucune reddition dans la zone de guerre ».
Par conséquent, le commandant lieutenant-colonel de l'île voisine Erdan (二膽島), plus loin sur la frontière, a convoqué tous ses subordonnés et a interprété l'ordre plus sévèrement : « Il faut tuer tous ceux qui atterrissent sur l'île sans exception !». Peu de temps après l'annonce, le commandement de la défense Kinmen l'a promu commandant de la Brigade 472 contrôlant toutes les unités de l'Équipe de la défense du sud Lieyu. Cette nomination a permis le massacre qui a suivi.
Une semaine avant l'incident, le 28 février à midi, un bateau de pêche local chinois traversant le détroit a essuyé des fusillades et bombardements intensifs, près de l'île Dadan, et a pris feu. Les pêcheurs à bord du bateau ont agité un chiffon blanc comme signal de drapeau blanc et ont essayé de communiquer avec leurs assaillants, mais ont finalement été coulés par des coups de feu d'un char d'assaut commandé par le nouveau commandant. Le seul rescapé a nagé jusqu'à un récif, mais a été emporté par les vagues. La pratique de « N'accepter aucune reddition » a continué à être appliquée après ces événements.

## Déroulement des opérations
Le 7 mars, des réfugiés vietnamiens arrivent en bateau à Kinmen et demandent l'asile politique, mais sont rejetés par le commandement de la défense de Kinmen. Le commandant lieutenant-général Zhao Wan-fu (chinois : 趙萬富 ; pinyin : Zhào Wànfù) envoie un patrouilleur du bataillon amphibie de reconnaissance (ARB-101, 海龍蛙兵) pour tirer le navire en haute mer, en conseillant à ses occupants de ne pas revenir. Cependant, le renseignement de la position du bateau dans la mer au sud n'a jamais été transmis aux compagnies sur la ligne du front de la défense côtière de l'île de Lieyu pour une raison inconnue, et ce bateau n'est pas passé dans la zone pendant la journée.
Dans le brouillard épais, plus tard, dans l'après-midi, ce bateau flottant près des unités locales a été aperçu au sud de Lieyu à 16:37. Le commandant de la Brigade 472 et le commandant du 1er bataillon local subordonné arrivent avec plus d'une centaine de soldats. Ils engagent une séquence de tirs de semonce, dans le but de le repousser. Le bateau atterrit sur la plage sud-ouest, près de Donggang (chinois : 東崗 ; pinyin : Dōnggāng ; litt. « sentinelle est »). Il est pris au piège sous des tirs croisés, et deux tirs de lance-roquettes de la compagnie GTN arrivée en renfort. Trois hommes sautent alors du bateau en tentant de communiquer en chinois, mais sont abattus. Le commandant de la 3e compagnie locale reçoit l'ordre du commandant de la brigade de diriger une équipe pour fouiller le bateau : deux grenades à main y sont lancées. Ils constatent alors que tous les passagers sont des réfugiés vietnamiens sans armes : le navire a eu une panne mécanique, et, perdu dans la brume, a dérivé en raison du courant marin sud et des vagues vers la baie. C'est la raison pour laquelle le bateau a continué à avancer tout droit, sans pouvoir faire une manœuvre d'esquive ou de virage pour s'en sortir.
Le commandant de la brigade demande d'évacuer tous les survivants et blessés sur la plage, mais sans autoriser à leur donner les premiers soins, ou à les réanimer. Une série de télécommunications intense s'ensuit entre le Quartier général (QG) de la division, le QG de la brigade et les commandants présents sur le site. Ils tombent alors d'accord pour exécuter tous les témoins oculaires. Certains sont tués de plusieurs balles quand une seule ne suffit pas. Les corps des personnes âgées, des femmes, des enfants, d'une femme enceinte et d'un bébé dans un petit pull sont empilés par terre, un par un.
Le lendemain, le peloton médical du QG de la compagnie du bataillon reçoit l'ordre d'enterrer toutes les victimes sur le site. Des personnes respirant encore sont enterrées vivantes. Les directives données aux militaires sont d'achever à l'aide de pelles ceux qui pleurent ou bougent encore. Le bateau est incendié puis enterré dans le sable, afin d'effacer ou détruire immédiatement toutes les preuves. La dernière victime, un petit garçon caché sous une planche, est également découvert puis exécuté. Le sergent de la compagnie du QG du bataillon qui a reçu l'ordre de surveiller la scène a compté plus de dix-neuf corps sans vie.
Comme quelques aides-soignants militaires ont refusé d'obtempérer à l'ordre d'exécuter les victimes, le commandant de brigade dépêche une autre compagnie du QG de la brigade pour prendre le QG du bataillon et la compagnie du bataillon. Plus tard ce jour-là, un autre bateau de pêche venu de Chine continentale s'approche de Donggang, afin de voir ce qui se passe. Il est également été chassé et détruit, coulé en pleine mer, provoquant la mort des quatre passagers. Les vétérans de la Division 158 ont appelé plus tard cet événement « L'incident du 8 mars ».
Après le massacre, la Division 158 collabore avec le commandement supérieur de la Défense de Kinmen pour dissimuler le rapport pendant deux mois et demi. Le commandant Lieutenant-général Zhao prétend aussi ne pas l'avoir su. Lorsqu'il est interrogé par le chef d'État-Major des armées, il répond : « C'était quelques soldats du Parti communiste chinois abattus en mer ». Afin d'éviter d'être découvert, il ordonne de déterrer les cadavres, puis de les déplacer à un endroit plus élevé sur la droite, qu'il fait remplir de ciment puis entourer d'un mur afin d'éviter que le lieu ne soit découvert lors des enquêtes suivantes.

## Révélation
Dans l'empressement, les corps des victimes ne sont pas enterrés très profondément, et sont mouillés. Des chiens sauvages à proximité de la décharge de l'autre côté de la colline ouest découvrent les cadavres décomposés, et se mettent à les dévorer. Choqués par la scène, et faisant naître des rumeurs de fantômes, les villageois organisent des cérémonies religieuses, ce qui rend d'autant plus difficile le blocage des informations.
Au début de mai 1987, les médias de Hong-Kong sont les premiers à rapporter la tragédie. Informés par le bureau local, les hauts fonctionnaires de Taipei questionnent le commandement de la défense de Kinmen, sans obtenir aucune réponse. Par contre, le commandement et la division permutent le bataillon de la première ligne de défense côtière avec le 5e bataillon de la deuxième ligne, cantonné dans une base intérieure, afin de renforcer le contrôle des soldats et la restriction de communication, et en vue de prévenir d'autres fuites d'information. Par ailleurs, deux "bonus exceptionnels" d'un total de 6000 NT$, soit l'équivalent d'un demi-mois de salaire de capitaine, sont attribués au nom du Commandant Zhao à tous les commandants des compagnies en personne, pendant la Fête des bateaux-dragons qui suit les événements ; ces versements sont effectués en dépit de l'éthique du gouvernement, qui interdit les cadeaux en espèces aux fonctionnaires, en particulier entre personnels des forces de l'ordre déjà accusés en attente de l'enquête criminelle. À la fin du mois de mai, certains soldats de la conscription finissent leur service et retournent à Taïwan. Ils révèlent alors cette histoire au parti d'opposition parlementaire nouvellement fondé, le Parti démocratique progressiste. Les nouvelles du massacre commencent à se propager parmi certaines communautés taïwanaises d'opposition.
Un témoin principal pendant l'enquête à la fin de mai, le chef du service de renseignement de la division 158, lieutenant-colonel Lai Xu (徐莱) a disparu mystérieusement après une tâche de supervision aux points de contrôle et une patrouille de nuit. Son cadavre n'a jamais été retrouvé.
Le premier reportage de journaliste à Taïwan à propos de cet incident est réalisé pour le journal «Indépendance Soir» (自立晚報) le 5 juin 1987. Les journalistes rendent compte de la question publique au gouvernement sur l'affaire posée par la députée Wu Shu-chen, issue du Parti démocrate-progressiste, au ministère de la Défense nationale. Le porte-parole militaire, le major-général Zhang Hui-yuan (張慧元), la nie à plusieurs reprises, puis blâme Mme Wu Shu-chen de « saboter la réputation nationale », affirmant qu'il s'agissait "d'un bateau de pêche chinois coulé en mer après qu'il a ignoré des avertissements réglementaires.» L'armée de la République de Chine classe alors ce cas comme secret défense militaire, et depuis lors, le gouvernement de Taïwan n'a donc jamais révélé la vérité quant à l'identité et le nombre des victimes, ni quant aux circonstances dans lesquelles l'incident s'est déroulé. La version officielle du major-général Zhang est reprise et répétée aux medias et au public pendant treize ans, jusqu'à la publication du « Journal du chef d'État-Major des armées (1981-1989) » par le général Hau Pei-tsun, qui la dévoile en 2000. Le gouvernement de la République de Chine n'a fait aucun commentaire depuis lors.

## Conséquences
Une fois le scandale révélé, le président de la République de Chine, Chiang Ching-kuo, reçoit une lettre d'Amnesty International exprimant leur grande préoccupation pour le respect des droits humains. Il assigne alors au chef d'État-Major des armées, le général Hau Pei-tsun, la tâche d'enquêter sur cette affaire. Le ministre de la Défense nationale ainsi qu'une délégation d'inspecteurs spéciaux du Bureau de guerre politique sont dépêchés à Lieyu, Kinmen, et découvrent que l'affaire est réelle. Tous les commandants et les officiers politiques de la chaîne de commandement sont donc arrêtés, sur cinq niveaux hiérarchiques successifs, y compris le Kinmen Défense Command, la division 158 à Lieyu, la brigade 472 à Nantang (南塘), le 1er bataillon à Dashanding (大山頂), les HQ, GTN et la 3e Donggang compagnies. Un événement jamais vu en zone de guerre dans l'histoire militaire taïwanaise.
En octobre, le tribunal militaire condamne le commandant de brigade en charge à 1 an et 10 mois de prison pour complicité de meurtres, le commandant du bataillon à 1 an et 10 mois pour complicité des meurtres en série, les commandants de GTN et 3e compagnies chacun à 1 an et 8 mois pour les meurtres en série. Mais toutes les condamnations sont réduites à une mise à l'épreuve de 3 ans, et aucun des quatre commandants ne va en prison dans un premier temps, jusqu'à ce que de fortes pressions internationales obligent les autorités à agir. Leurs retraites régulières et pensions de retraite ne sont pas affectées.
Les officiers supérieurs n'ont reçu aucune sanction officielle, et ont repris leurs carrières militaires, après que le président Chiang Ching-kuo est décédé subitement en janvier 1988. Le commandant de la brigade a pris le poste de colonel dans une académie militaire (陸軍通校); le commandant de la division est devenu le chef d'état-major de l'École supérieure de guerre, l'Université de la défense nationale (三軍大學戰爭學院), avant d'être promu au député commandant du Hua-Tung Defense Command (花東防衛司令部) en 1991 ; le commandant de la Défense Kinmen a été promu député chef d’État-Major de l'Armée de terre de la République de Chine en 1989, et député chef d'État-Major général de l'Armée de la République de Chine en 1991 ; ensuite, il a été nommé avec les honneurs en tant qu'un conseiller en stratégie (戰略顧問) du président de la République de Chine, et a reçu le titre permanent d'examinateur membre (中評委) du Comité central du parti au pouvoir, Kuomintang (Parti nationaliste chinois) jusqu'à sa mort le 28 février 2016 [réf. nécessaire]. Les funérailles officielles ont eu lieu avec son cercueil couvert par le drapeau national, des saluts militaires au public par les suprêmes généraux, et Vice-président Wu Den-yih présentant le décret de la louange par le Président Ma Ying-jeou.
Le gouvernement de la République de Chine n'a jamais présenté ni excuse ni indemnité aux familles des victimes ni à leur pays.